# Reckless Life
«Reckless Life» (en español: "Vida temeraria") es la canción inicial en el EP Live ?!*@ Like a Suicide y en G N' R Lies de la banda estadounidense de hard rock Guns N' Roses. Empieza con Slash gritando "Hey fuckers! Suck on Guns N' Fuckin' Roses!". Esta canción fue originalmente escrita por Hollywood Rose. Fue incluida en el álbum recopilatorio de Hollywood Rose "The Roots of Guns N' Roses" en el 2004.
La canción fue relanzada en el álbum G N' R Lies de 1988 junto con las demás canciones de Live ?!*@ Like a Suicide y 4 canciones nuevas.